# تنشو-این
تنشو-این، آتسو-هیمه، آتسو-کو (به ژاپنی: 天璋院 Tenshō-in); ۵ فوریهٔ ۱۸۳۶ – ۲۰ نوامبر ۱۸۸۳) سی‌شیتسو (همسر اصلی) توکوگاوا ایه‌سادا سیزدهمین شوگون از شوگونسالاری توکوگاوا اهل ژاپن بود.
وی دختر شیمازو تاداتاکه یکی از رهبران شاخه فرعی از خاندان شیمازو در قلمروی ساتسوما (جنوبی‌ترین استان ژاپن) بود. نام وی هنگام تولد «اوکاتسو» بود اما وی سپس در سال ۱۸۵۳ به فرزندخواندگی دایمیو و بیست و هشتمین رهبر خاندان شیمازو شیمازو ناری‌آکیرا درآمد و نام آتسو-هیمه بر وی گذاشته شد.
در ۲۱ اوت ۱۸۵۳، او از راه زمینی از کاگوشیما (جنوب ژاپن) به ادو سفر کرد و دیگر هرگز به کاگوشیما بازنگشت.

## ازدواج با شوگون سیزدهم
تصور می‌شود که آتسو-هیمه با هدف کمک سیاسی به پدرخوانده‌اش، شیمازو ناری‌آکیرا به قلعه ادو فرستاده شده‌است. در این هنگام بحث در مورد مسئله جانشینی شوگون، یک درگیری سیاسی در ژاپن برای تعیین جانشین توکوگاوا ایه‌سادا (شوگون سیزدهم) بود. این درگیری سیاسی دارای دو جناح بود:
- به طرفداران توکوگاوا یوشینوبو از خاندان هیتوتسوباشی توکوگاوا، جناح هیتوتسوباشی گفته می‌شود. این جناح بیشتر طرفداران اصلاحات و نهضت سوننو جوئی (حرمت گذاری به امپراتور، بیرون راندن خارجیان) بودند.
- به طرفداران توکوگاوا ایه‌موچی از خاندان کیشو توکوگاوا، جناح نانکی گفته می‌شود.

شوگون دوازدهم توکوگاوا ایه‌یوشی به فاصله کمی پس از اردوکشی ناخدا پری به ژاپن در ۸ اوت سال ۱۸۵۳، در روز ۲۷ اوت همان سال در اثر پیش آمدن نارسایی قلبی به موجب گرمازدگی درگذشت. وی ۱۴ پسر و ۱۳ دختر داشت که تمامی آنان به غیر از پسر چهارم وی توکوگاوا ایه‌سادا (شوگون سیزدهم) قبل از رسیدن به سن بلوغ درگذشتند. ایه‌سادا نیز از کودکی بیمار بود و به‌شدت از ظاهر شدن در انظار نفرت داشت. احتمالاً وی به فلج مغزی مبتلا بوده و توانایی اداره کشور را نداشته‌است.
شیمازو ناری آکیرا که عضو جناح جناح هیتوتسوباشی بود، قصد داشت با ازدواج درآوردن نادختری‌اش با شوگون سیزدهم، توکوگاوا ایه‌سادا از جانشینی و شوگون شدن توکوگاوا یوشینوبو که طرفدار اصلاحات بود حمایت کند.
در ۱۸ نوامبر ۱۸۵۶، آتسو-هیمه با توکوگاوا ایه‌سادا ازدواج کرد و میدای دوکورو (همسر اصلی شوگون) شد. در ۱۸۵۸، هم شوهر وی توکوگاوا ایه‌سادا و هم ناپدری اش شیمازو ناری آکیرا درگذشتند و پسر خوانده او، توکوگاوا ایه‌موچی به عنوان شوگون چهاردهم منصوب شد. پس از مرگ شوهرش، آتسو-هیمه، یک راهبه بودایی شد و در ۲۶ اوت ۱۸۵۸ نام تنشو-این را برگزید و به او مقام سوم جونیور را دادند. در سال ۱۸۶۲ ،کوبو گاتای ("اتحاد بین دربار و باکوفو")، ترتیب ازدواج شوگون چهاردهم با چیکاکو، شاهدخت کازو دختر امپراتور و خواهر کوچکتر امپراتور کومی را فراهم کرد. خاندان شیمازو درخواست بازگشت تنشو-این به قلمروی ساتسوما را مطرح کرد، اما توسط خود تنشو-این درخواست رد شد. در ۱۸۶۶، شوگون چهاردهم نیز در سن ۲۰ سالگی درگذشت و بالاخره توکوگاوا یوشینوبو به عنوان شوگون پانزدهم انتخاب شد.

## نقش تنشو این در تسلیم بدون خونریزی قلعه ادو
در سال ۱۸۶۷، توکوگاوا یوشینوبو قدرت را داوطلبانه به امپراتور ژاپن بازگرداند، اما خاندان توکوگاوا در خطر نابودی در پی جنگ بوشین قرار گرفت. در آن زمان، تنشو-این و عروسش، چیکاکو، شاهدخت کازو به مذاکره برای تسلیم مسالمت‌آمیز و بدون خونریزی قلعه ادو در جریان سقوط ادو کمک کردند و از خاندان شیمازو یا دربار خواستار نجات جان توکوگاوا یوشینوبو و بخشش خاندان توکوگاوا شدند. تنشو-این نامه‌ای به سایگو تاکاموری، یکی از رهبران ارتش امپراتور که قصد حمله به قلعه ادو را داشت، توسط، پزشک خاندان توکوگاوا ارسال کرد و در استراحتگاه کاواساکی-جوکو در جاده توکایدو به سایگو تاکاموری تحویل داده شد. سپس، قبل از تحویل قلعه ادو، اواوکو (حرمسرای قلعه) را تخلیه کرد. در آوریل ۱۸۶۸، دولت جدید او را از رتبه خود محروم کرد.

## در دوره اصلاحات میجی
او سال‌های باقی مانده خود را برای پرورش توکوگاوا ایه‌ساتو، شانزدهمین رهبر خاندان توکوگاوا گذراند. او به محل اقامت خاندان توکوگاوا در سنداگایا، در شیبویا-کو، توکیو در توکیو نقل مکان کرد. وی از بیماری پارکینسون رنج می‌برد که سرانجام در ۲۰ نوامبر ۱۸۸۳، در سن ۴۷ سالگی جان خود را از دست داد. وی در معبد کانئی در توکیو به خاک سپرده شد.

## خانواده
- پدر: شیمازو تاداتاکه (۱۸۰۶–۱۸۵۴)
- مادر: اویوکی
- پدرخوانده:
  - شیمازو ناری‌آکیرا
  - کونوئه تاداهیرو
- مادرخوانده:
  - تسونه هیمه (۱۸۰۵–۱۸۵۸), دختر توکوگاوا ناری‌آتسو و همسر شیمازو ناری‌آکیرا
  - شیمازو کیوکو یا ایکوهیمه (۱۸۰۷–۱۸۵۰) خواهر شیمازو ناری‌آکیرا و همسر کونوئه تاداهیرو
- دایی: شیمازو هیسامیتسو
- شوهر: توکوگاوا ایه‌سادا
- پسرخوانده: توکوگاوا ایه‌موچی